# Бойл, Патрик, 8-й граф Глазго
Патрик Джеймс Бойл, 8-й граф Глазго (англ. Patrick Boyle, 8th Earl of Glasgow; 18 июня 1874 — 14 декабря 1963) — шотландский аристократ и крайне правый политический активист, связанный с фашистскими партиями и группами.

## Происхождение
Родился 18 июня 1874 года. Старший сын Дэвида Бойла, 7-го графа Глазго (1833—1915), и Доротеи Элизабет Томасины Хантер Блэр (? — 1923).

## Королевский флот
Бойл прошел подготовку к военно-морской карьере на кадетском корабле HMS Britannia и получил звание лейтенанта Королевского флота в июне 1897 года . Он служил на своем флагманском корабле HMS Howe, который был сторожевым кораблем в Квинстауне. Они перешли на HMS Empress of India в октябре 1901 года, когда это судно сменило «Howe». Он был произведен в командующие в декабре 1908 года, и в конечном итоге получил чин капитана, прежде чем выйти в отставку в 1919 году. Он участвовал в боевых действиях во время Первой мировой войны, командуя HMS Pyramus, и был награжден Орденом «За выдающиеся заслуги» в 1915 году. После выхода на пенсию с действительной службы он был принят на церемониальную роль лейтенанта Королевской роты лучников.

## Правая политика
Патрик Бойл был известен своими экстремистскими взглядами и принимал активное участие в ряде правых группировок в межвоенный период. Антикоммунист по наклонностям, его взгляды были сформированы высадкой, которую он совершил в качестве командующего флотом во Владивостоке в 1917 году, где он утверждал, что стал свидетелем примеров большевистского террора, которые помогли укрепить его правые взгляды. Он был одним из многих крупных землевладельцев, которые присоединились к британским фашистам в начале 1920-х годов, во многом вдохновленные спадом в сельском хозяйстве и одновременным повышением налогов, в котором они винили демократию и подъем левых сил . Бойл был лидером подразделений британских фашистов в Шотландии . Близкий к бригадному генералу РБД Блейкни, Патрик Бойл присоединился к отколовшейся от Блейкни группе лоялистов в 1926 году, чтобы поддержать работу Организации по поддержанию поставок. Эта группа согласилась отречься от фашизма, чтобы сотрудничать с правительством. Бойл удалился с политической сцены вскоре после этого, когда, практически обанкротившись из-за бремени своих больших поместий, он эмигрировал во Францию, где проживал до 1930 года.
После своего возвращения в Великобританию Патрик Бойл снова стал участвовать в правой политике и был постоянным гостем в Январском клубе, дискуссионном клубе высшего общества, организованном Британским союзом фашистов . Согласно современным документам Лейбористской партии, Патрик Бойл впоследствии предоставил финансирование партии Освальда Мосли, что было одним из намерений Январского клуба. Бойл также присоединился к Англо-немецкому сообществу.

## Пэрство
13 декабря 1915 года после смерти своего отца Патрки Бойл унаследовал титулы 8-го графа Глазго (Пэрство Ирландии), 8-го виконта Келберна (Пэрство Ирландии), 8-го лорда Бойла из Келберна, Стюартауна, Финника, Ларгса и Дэлри (Пэрство Шотландии), 2-го барона Фэрли из Фэрли в Эршире (Пэрство Соединённого королевства) и 8-го лорда Бойла из Стюартауна, камбреса, Фенвика, Ларгса и Дэлри (Пэрство Шотландии), став членом Палаты лордов Великобритании.
С 1942 по 1963 год — вице-лорд-лейтенант Эршира.

## Личная жизнь
29 мая 1906 года Патрик Бойл женился на Гиацинте Мэри Белл (? — 1977), дочери доктора Уильяма Абрахама Белла. У супругов было пятеро детей:
- Контр-адмирал Дэвид Уильям Морис Бойл, 9-й граф Глазго (24 июля 1910 — 8 июня 1984), старший сын и преемник отца.
- Леди Гризель Мэри Бойл (28 апреля 1913 — 26 сентября 1942), в 1935 году она вышла замуж за майора Малкольма Виктора Александра Вулфа Мюррея, от брака с которым у неё было два сына. Леди Гризель умерла через две недели в спасательной шлюпке в открытой Атлантике после затопления RMS Laconia.
- Леди Херси Маргарет Бойл (11 июля 1914 — 7 февраля 1993), 1-й муж с 1940 году коммандер достопочтенный Джон Монтегю Гренвиль Уолдгрейв, от брака с которым у неё было двое детей; 2-й муж с 1947 года подполковник Джон Горинг, от брака с которым у неё было четверо детей.
- Капитан Достопочтенный Патрик Джеймс Бойл (23 мая 1917 — 4 мая 1946)
- Леди Маргарет Доротея Бойл (20 ноября 1920 — 17 октября 2021), 1-й муж с 1944 года капитан Оливер Паян Дауни, от брака с которым у неё было трое детей; 2-й муж с 1973 года Питер Дуглас Миллер Стирлинг-Эйрд.